# Deltinea
Deltinea là một chi bướm đêm thuộc phân họ Tortricinae của họ Tortricidae.

## Các loài
- Deltinea costalimai Pastrana, 1961